# Free Jazz: A Collective Improvisation
| Đánh giá chuyên môn                 | Đánh giá chuyên môn |
| Nguồn đánh giá                      | Nguồn đánh giá      |
| Nguồn                               | Đánh giá            |
| ----------------------------------- | ------------------- |
| Down Beat                           | [ 1 ]               |
| Allmusic                            | [ 2 ]               |
| The Penguin Guide to Jazz           | [ 3 ]               |
| Yahoo! Music                        | (favorable)         |
| The Rolling Stone Jazz Record Guide | [ 5 ]               |

Free Jazz: A Collective Improvisation là album phòng thu thứ sáu của nhạc công saxophone và nhà soạn nhạc người Mỹ Ornette Coleman, được phát phát hành qua Atlantic Records năm 1961. Album này đã ảnh hưởng và giúp thúc đẩy phong trào free jazz, khi đó đang phát triển. Quá trình thu âm diễn ra vào ngày 21 tháng 12 năm 1960, tại A&R Studios ở thành phố New York. Outtake duy nhất được thực hiện trong quá trình thu, "First Take," được phát hành sau đó trong album tổng hợp Twins (1971).

## Tiếp nhận
Trong ấn bản ngày 18 tháng 1 năm 1962 của tạp chí Down Beat, Pete Welding trong bài đánh giá đặc biệt "Double View of a Double Quartet" cho album 5 sao.
Chris Kelsey trong bài tiểu luận "Free Jazz: A Subjective History" cho Allmusic, as one of the 20 Essential Free Jazz albums. Free Jazz cũng được xem là cơ sở cho những album free jazz với đội hình lớn sau đó như Ascension của John Coltrane và Machine Gun của Peter Brötzmann.

## Danh sách nhạc khúc
Nhạc phẩm được sáng tác bởi Ornette Coleman. Phiên bản CD của "Free Jazz" dài 37:03.

### Side one
| STT | Nhan đề                | Thời lượng |
| --- | ---------------------- | ---------- |
| 1.  | "Free Jazz (part one)" | 19:55      |

### Side two
| STT | Nhan đề                | Thời lượng |
| --- | ---------------------- | ---------- |
| 1.  | "Free Jazz (part two)" | 16:28      |

### Track đi kèm 1998
| STT | Nhan đề      | Thời lượng |
| --- | ------------ | ---------- |
| 2.  | "First Take" | 17:06      |

## Thành phần tham gia
Mạng trái
- Ornette Coleman – alto saxophone
- Don Cherry – pocket trumpet
- Scott LaFaro – bass
- Billy Higgins – trống

Mạng phải
- Eric Dolphy – bass clarinet
- Freddie Hubbard – trumpet
- Charlie Haden – bass
- Ed Blackwell – trống

Thành phần sản xuất
- Tom Dowd – kỹ thuật viên thu âm
- Nesuhi Ertegün – nhà sản xuất